# Carlo Sforza
Carlo Sforza (Montignoso Di Lunigiana, Toszkána, 1872. szeptember 23. – Róma, 1952. szeptember 4.) olasz diplomata, republikánus politikus és két alkalommal az Olasz Királyság, illetve az Olasz Köztársaság külügyminisztere volt. Utóbbi tisztségében ő írta alá a rapallói egyezményt a Szerb–Horvát–Szlovén Királysággal. A fasiszta hatalomátvételt követően száműzetésbe kényszerült, ahonnan tovább bírálta a rendszert. 1943 októberében hazatérve III. Viktor Emánuel király lemondatásán és az Olasz Köztársaság megalapításán fáradozott. Köztársaságpárti beállítottsága miatt összetűzésbe került Winston Churchill brit miniszterelnökkel is, aki hátráltatta a kinevezését nemzetközi jelentőségű pozíciókba. 1947 februárjában végül mégis kinevezték a De Gasperi-kormány külügyminiszterének. Diplomácia tapasztalatainak köszönhetően - a miniszterelnök támogatásával - irányítása alatt Olaszország az Észak-atlanti Szerződés Szervezetének egyik alapító tagja lett.

## Élete
Carlo Sforza 1872. szeptember 23-án született a toszkánai Montignoso di Lunigianá-ban, Lucca közelében, családja birtokán, az ősi Sforza-család kései leszármazottjaiként, szüleinek második fiaként. 23 évesen jogi végzettséget szerzett a pisai egyetemen és 1896-ban diplomáciai szolgálatba lépett. Ennek során megfordult Kairóban, Párizsban, Konstantinápolyban és Pekingben is. 1906 januárjától áprilisig - az első marokkói válság kitörése után - részt vett algeciras-i nemzetközi konferencia munkájában. Az olasz küldöttség titkárságvezetője Emilio Visconti Venosta volt, akinek a diplomáciai stílusa nagy hatással volt a későbbiekben Sforza munkásságára. További kiküldetései során Sforza megfordult Madridban, Marokkóban és Konstantinápolyban. 1911-től 1915-ig a Olaszország pekingi nagykövetsége vezetésével bízták meg. 
Ezt követően visszatért Európába és olasz megbízottként a Korfun száműzetésben tartózkodó szerb kormány munkáját segítette az első világháború végéig. 1919 júniusában az Olasz Királyság szenátora lett és kinevezték a Nitti-kormány külügyi államtitkárává. 1920 júniusában a Giolitti-kormány külügyminisztere lett. Ebben a pozícióban új irányt adott az olasz külpolitikának, amely a nemzetiségek tiszteletben tartásán alapult és békülékenyebb hozzáállást tanúsított. A durva lejárató kampány ellenére, amely a nacionalisták részéről érte „túlságosan lemondó” politikája miatt, aláírta a rapallói egyezményt a Szerb–Horvát–Szlovén Királysággal.
1922. január 29-től párizsi nagykövetként tevékenykedett, de közvetlenül a fasiszta hatalomátvétel után még ez év októberében lemondott, mivel nem értett egyet Benito Mussolini külpolitikájával. Ez a döntés, amely még inkább elszigetelte a diplomácia világától, egyre jobban antifasisztává tette és 1924. június 26-án, a Giacomo Matteotti ellen elkövetett gyilkos merénylet másnapján kemény hangvételű vádiratot fogalmazott meg a szenátusban a Mussolini irányítása alatt lévő kormány ellen . Ezt követően két alkalommal sikertelenül próbálta meggyőzni III. Viktor Emánuel olasz királyt, hogy állítsa vissza az országban a törvényességet. 1927 márciusában militáns fasiszták (squadristák) megfélemlítési szándékkal felgyújtották bardonecchiai nyaralóját. Fizikai támadás is érte. Az agressziók következtében Sforza elhagyni kényszerült az Olasz Királyságot. Külföldi emigrációjának éveiben rendkívül aktívan dolgozott, történelmi témájú esszéket publikált. Ezenkívül megírta emlékiratait és felemelte a szavát a demokrácia és az európai szolidaritás mellett. 1934-ben tért vissza hazájába.
Személyes kapcsolatot tartott fenn Carlo Rossellivel, Emanuele Modiglianival, Gaetano Salveminivel, Luigi Sturzóval és Guglielmo Ferreróval. A harmincas évek végén a romló európai politikai helyzet csak tovább fokozta politikai tevékenységét Különösen ellenezte Franciaország és az Egyesült Királyság megbékélési politikáját a fasiszta Olasz Királysággal. 1940. május 30-án levélben figyelmeztette III. Viktor Emánuel királyt, hogy a második világháborúba való olasz belépés katasztrofális következményekkel fog járni mind az ország, mind az uralkodóház számára. 1943 októberében hazatért az Egyesült Államokból, de előtte látogatást tett Londonban, Winston Churchillnél. A vele való eszmecseréje meglehetősen viharos volt, mivel Churchill nem támogatta az olasz királyi intézményrendszer eltörlését. (Ez a találkozó döntő hatással lett Sforza háború utáni politikai karrierjére is, mivel brit fél megvétózta kinevezését nemzetközi jelentőségű pozíciókba a felszabadított Olaszországban). Olaszországba visszatérve Sforza csatlakozott az Akciópárthoz. III. Viktor Emánuel lemondását és az intézményrendszer megváltoztatását követelte. A Badoglio- és a Bonomi-kormányok idején kinevezték tárca nélküli miniszterré, ő látta el a fasizmus elleni szankciók főbiztosi tisztségét is.
1944 novemberében, az első Bonomi-kormány válsága után, a Nemzeti Felszabadítási Bizottság miniszterelnöknek jelölte. Churchill ezt ellenezte, és bírálta Sforza rendíthetetlen köztársaságpárti beállítottságát. Az 1945. szeptember 25-i alakuló ülésen Sforzát megválasztották az Olasz Nemzeti Tanács elnökévé. Ezt a tanácsadó testületet a Bonomi-kormány 1945. április 5-i ülésén meghozott, 146. számú rendeletével hozta létre. Ezt a hivatalt Sforza 1946 júniusáig töltötte be. A köztársasági párt képviselőjeként az alkotmányozó gyűlés tagjává választották, és részt vett a nemzetközi szerződésekért felelős bizottság munkájában is. 1946-ban elérte régi célját, kikiáltották az Olasz Köztársaságot. 
1947 februárjában Sforzát kinevezték a De Gasperi-kormány külügyminiszterévé. Ezt a megbízatást 1951. július 26-ig töltötte be. Értékes diplomácia tapasztalatainak köszönhetően, a miniszterelnökkel egyetértésben, irányítása alatt Olaszország az Észak-atlanti Szerződés Szervezetének egyik alapító tagja lett. 1948-ban jelöltként indult a köztársasági elnök választásán. Megválasztása bizonyosnak látszott, végül azonban a liberális Luigi Einaudi nyerte el az államfői tisztséget. A kudarcot példás nyugalommal fogadta. A későbbiekben a De Gasperi-kormány tárca nélküli minisztereként az európai ügyekért volt felelős, de romló egészsége már erősen akadályozta a munkában. 1952. szeptember 4-én hunyt el Rómában.